# Junatie (Helsinki)
Junatie est une rue des quartiers d'Hermanni et Sörnäinen à Helsinki en Finlande.

## Présentation
La Junatie est la route reliant Teollisuuskatu et l'Itäväylä et elle est l'une des principales voies routières d'Helsinki. 
Elle commence à l'intersection de Teollisuuskatu et de Vääksyntie peu avant le pont d'Hämeentie et se termine à la station de métro Kalasatama dans l'Itäväylä.
Le métro d'Helsinki circule en une voie de surface au nord de Junatie. 
À l'extrémité ouest de la rue se trouve le bâtiment d'entrepôt en briques rouges Sörnäinen kruununmakasiini, construit en 1892, à côté duquel Junatie se connecte à Lautatarhankatu.
La rue s'étend dans la section Hermanninmäki d'Hermanni et la section Kalasatama de Sörnäinen.
La rue Junatie est empruntée par les lignes de bus à haut niveau de service 500 et 510.

## Galerie

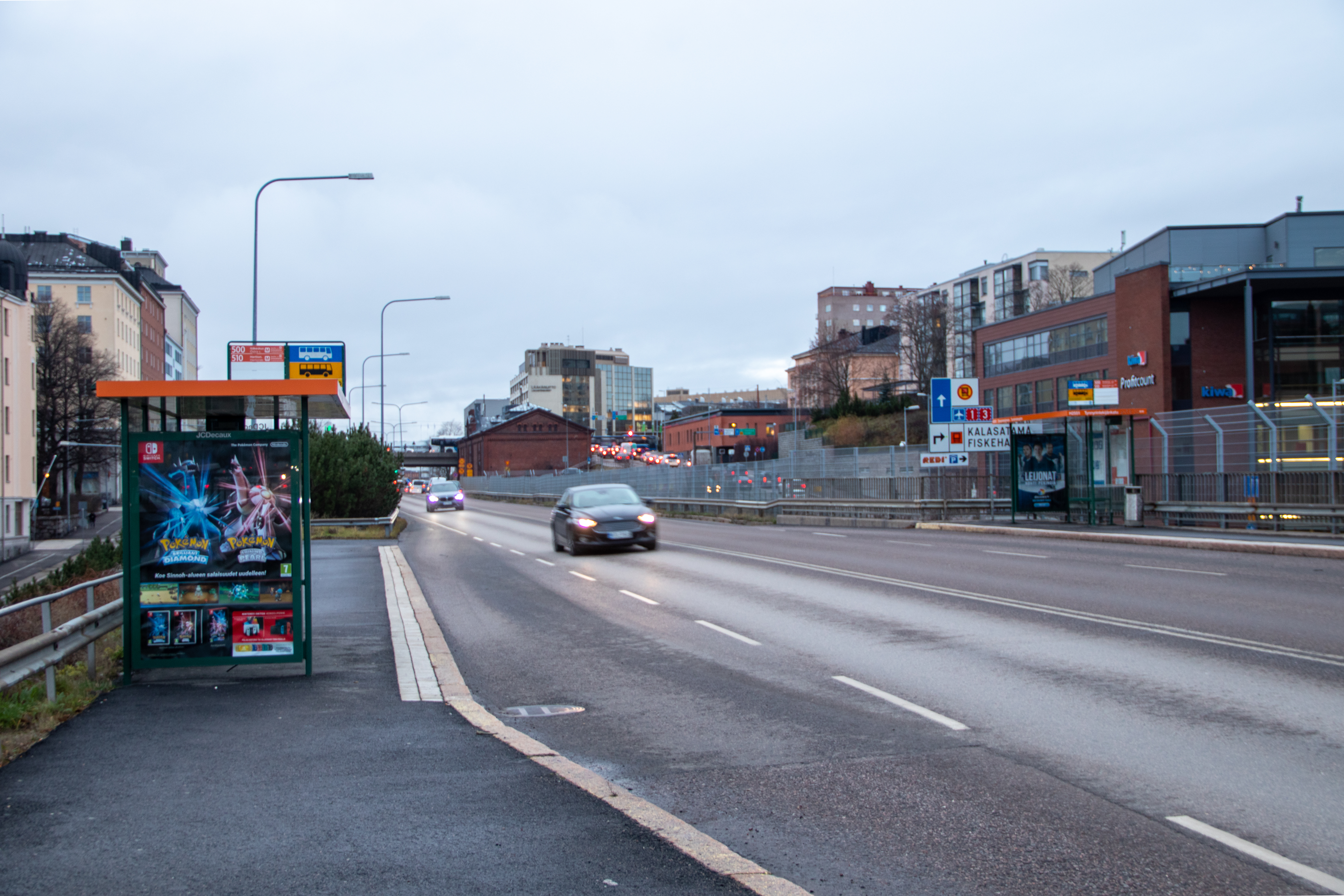
Arrêt de bus des  runkolinja 500 et runkolinja 510.
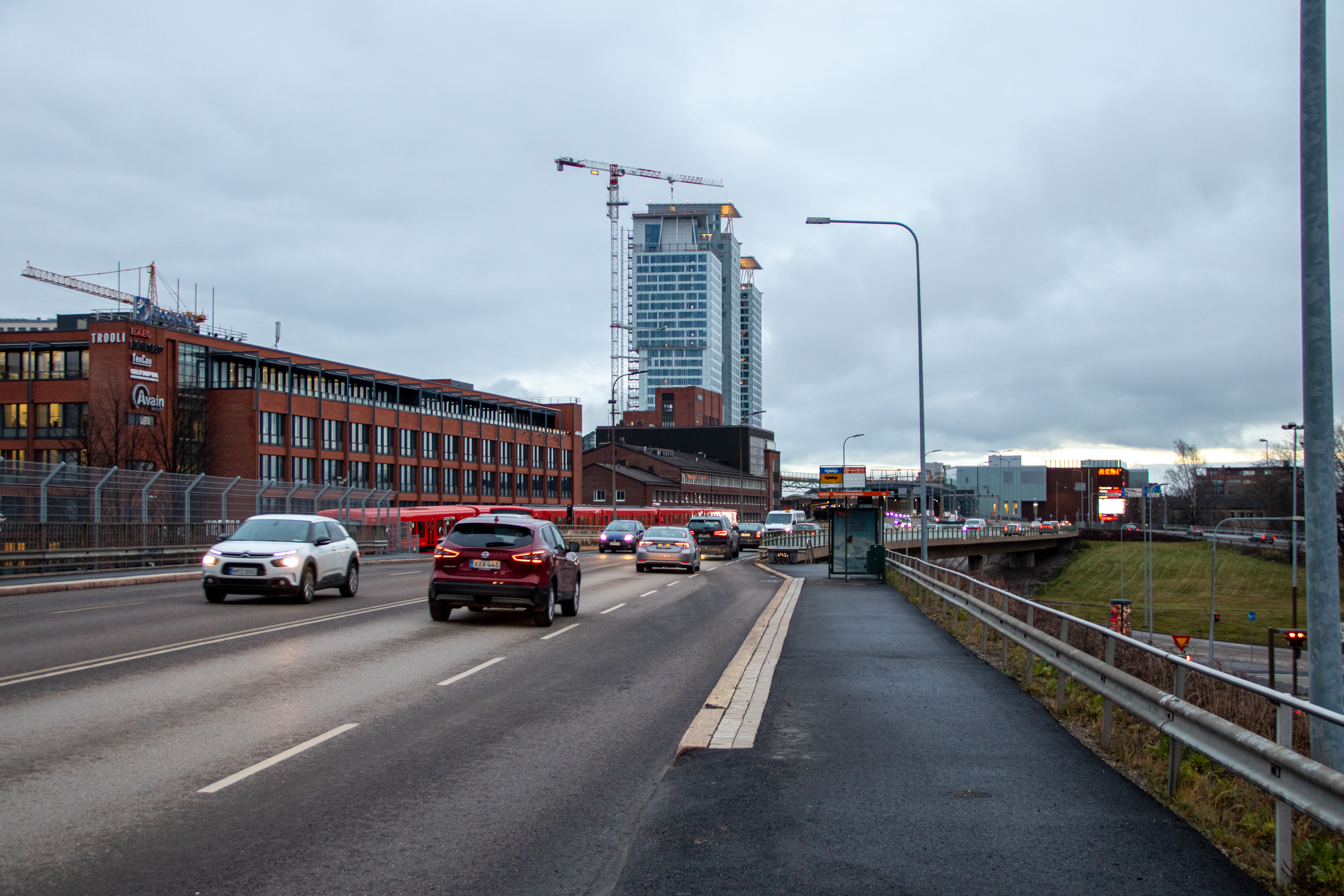
Junatie à Kalasatama.
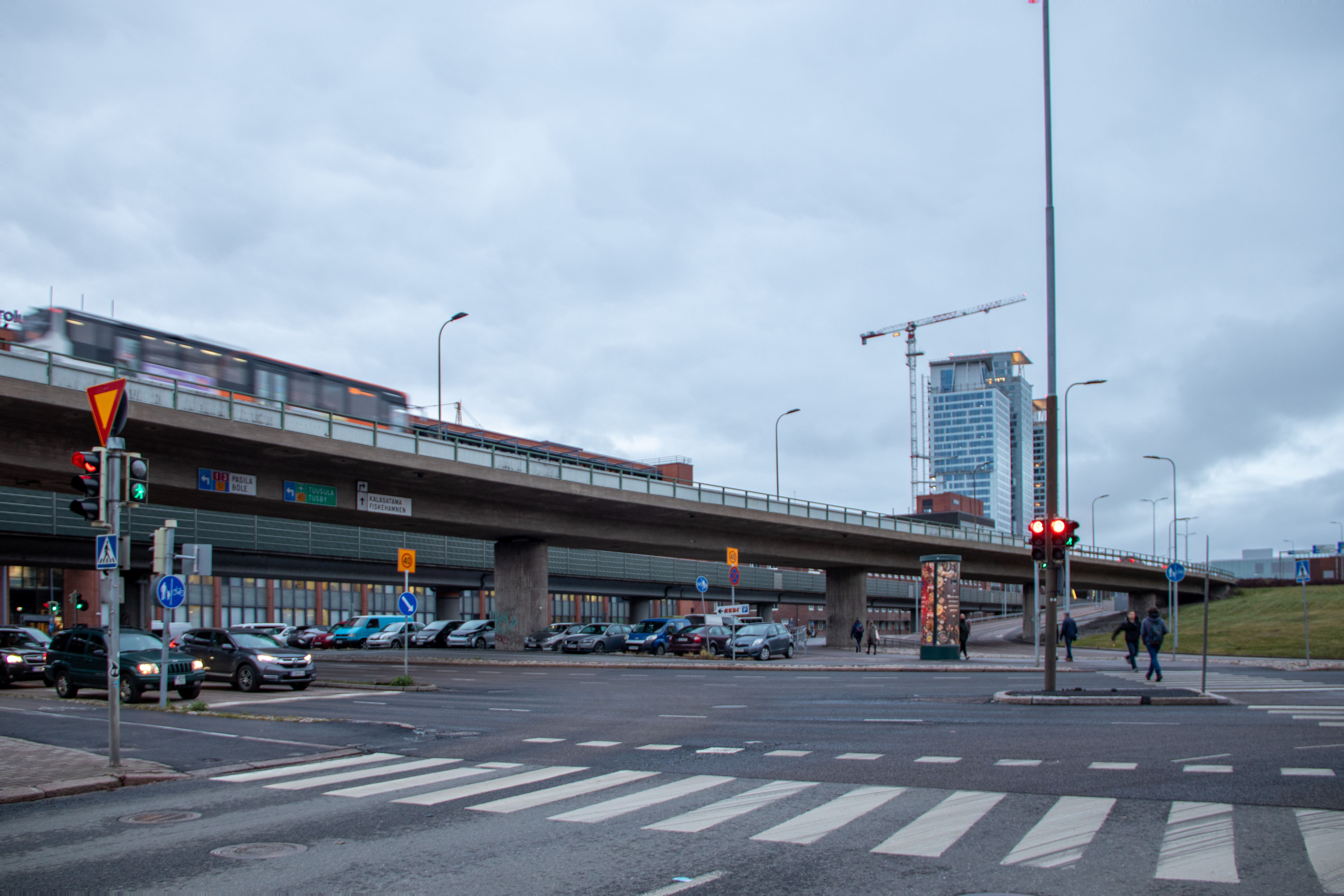
Pont de la Junatie enjambant la Sörnäisten rantatie.

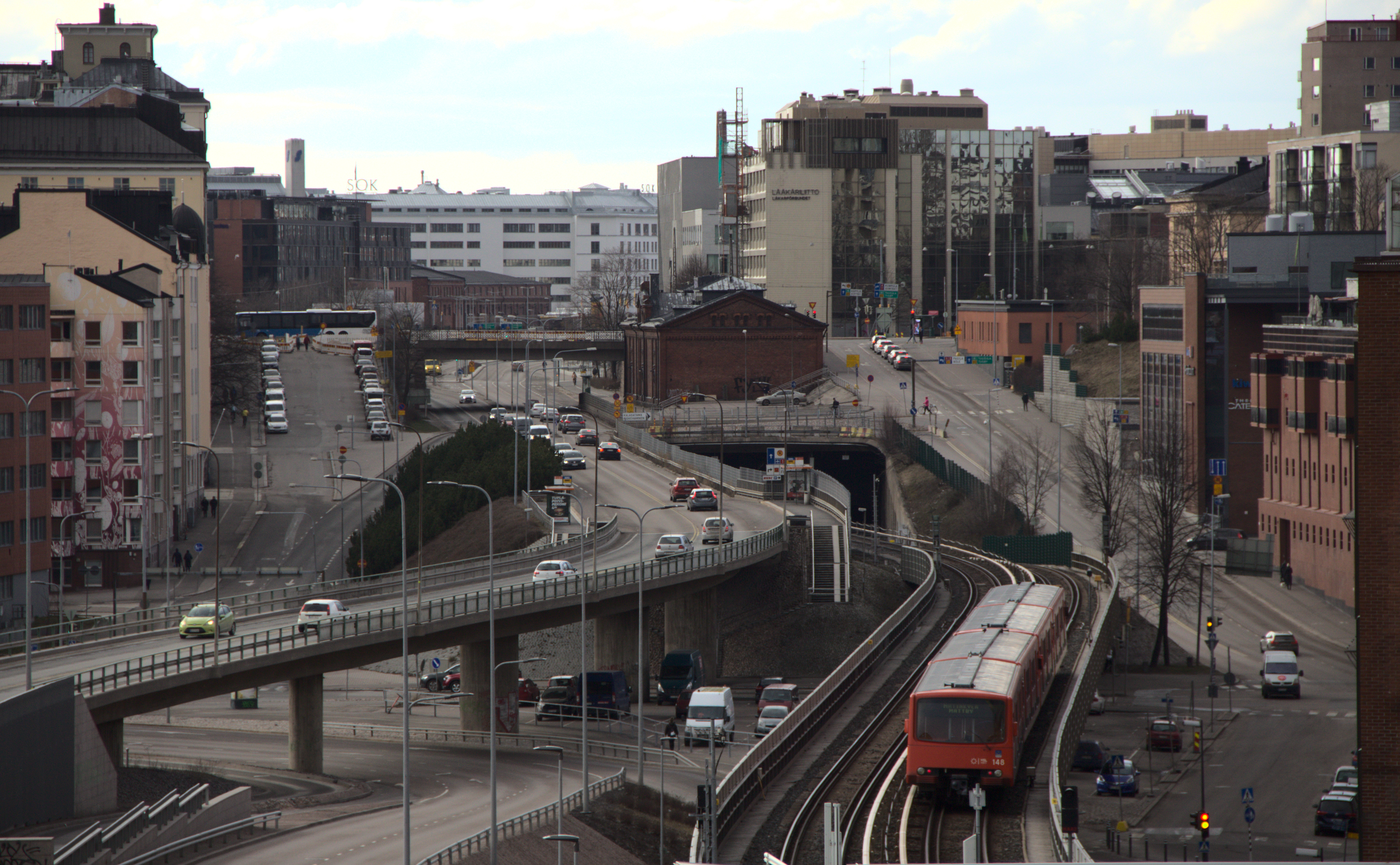
Rues de gauche à droite: Pääskylänkatu, Junatie (pont) et Lautatarhankatu.
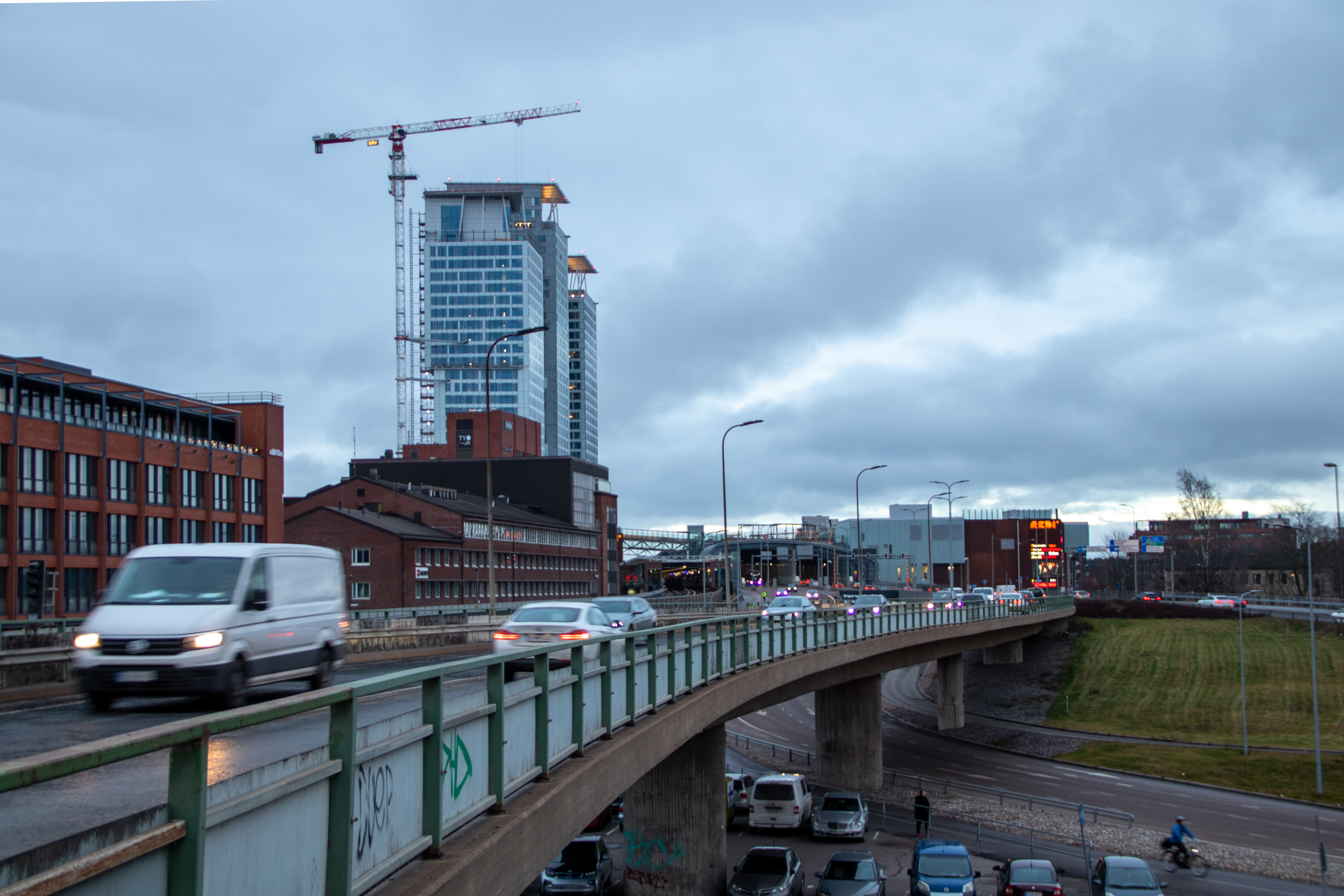
Pont de la Junatie et au fond la Majakka en construction.
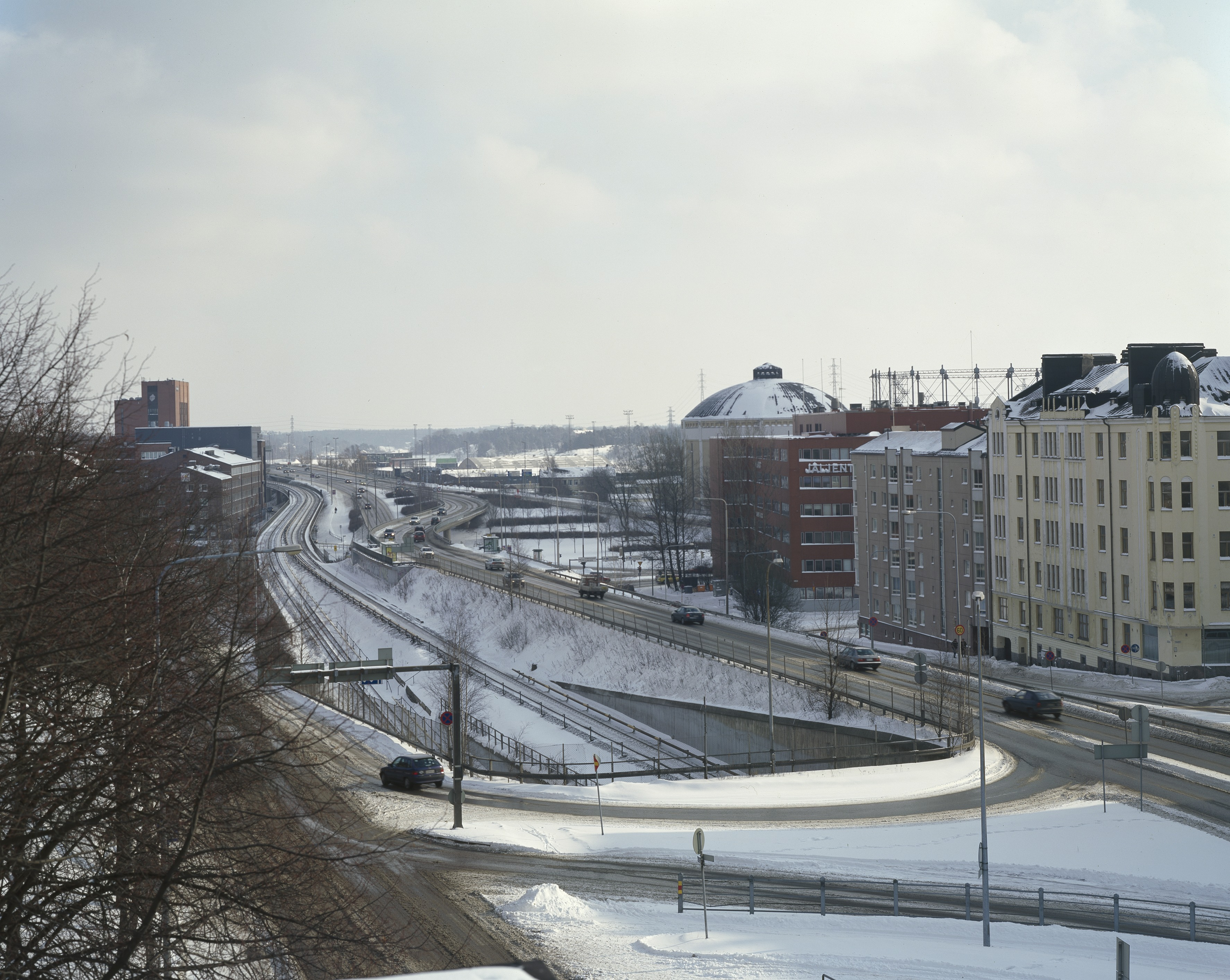
La ligne de métro entre la Junatie (à droite) et la Lautatarhankatu.